# Karl Heider
Karl Heider est un zoologiste autrichien, né le 28 avril 1856 à Vienne et mort le 2 juillet 1935 à Thinfeld.
Il étudie la médecine à Graz et entreprend des études de zoologie à Vienne en 1877. Il obtient son doctorat en 1883 et son doctorat de médecine en 1885. Il devient professeur à Innsbruck en 1894 puis à Berlin de 1896 à 1924. Il reçoit son habilitation à Berlin.